# (26137) 1993 QV1
A (26137) 1993 QV1 a Naprendszer kisbolygóövében található aszteroida. Eric Walter Elst fedezte fel 1993. augusztus 16-án.